# Monticellina siblina
Monticellina siblina är en ringmaskart som beskrevs av Blake in Blake, Hilbig och Scott 1996. Monticellina siblina ingår i släktet Monticellina och familjen Cirratulidae. Inga underarter finns listade i Catalogue of Life.